# Кыруды
Кыруды — река в России, протекает по Башкортостане. Устье реки находится в 19 км по левому берегу реки Агыр. Длина реки составляет 24 км.

## Данные водного реестра
По данным государственного водного реестра России относится к Иртышскому бассейновому округу, водохозяйственный участок реки — Тобол от истока до впадения реки Уй, без реки Увелька, речной подбассейн реки — Тобол. Речной бассейн реки — Иртыш.